# Frederic Block
Frederic Block (nacido el 6 de junio de 1934) es un Juez senior de distrito de los Estados Unidos del Tribunal de Distrito de los Estados Unidos para el Distrito Este de Nueva York.

## Educación y carrera
Nacido en Brooklyn, Nueva York, Frederic Block obtuvo una Artium Baccalaureus por la Universidad de Indiana en 1956 y una Licenciatura en Derecho por la Escuela de Derecho de Cornell en 1959.
Después de la escuela de derecho, fue secretario del Tribunal Supremo de Nueva York, división de apelación, de 1959 a 1961. Ejerció la abogacía en Patchogue de 1961 a 1962, luego en Port Jefferson, Centereach, y Smithtown, yendo y viniendo entre estos lugares de 1962 a 1994. Durante este tiempo, se convirtió en profesor adjunto en Touro Law School, a partir de 1992.
En la práctica privada, Block llevó casos civiles y penales, así como juicios y apelaciones, e incluso defendió un caso ante el Tribunal Supremo de los Estados Unidos.

## Servicio judicial federal
El 22 de julio de 1994, Block fue nominado por el Presidente Bill Clinton para un puesto en el Tribunal de Distrito de los Estados Unidos para el Distrito Este de Nueva York vacante por Eugene H. Nickerson. Block fue confirmado por el Senado de los Estados Unidos el 28 de septiembre de 1994, y recibió su nombramiento al día siguiente. Asumió la categoría de senior el 1 de septiembre de 2005, y fue sucedido por el juez Brian Cogan.
En 2005, Block se quejó de que la disparidad en la seguridad entre el tribunal federal de Brooklyn, en comparación con el tribunal federal de Manhattan, era como ser un habitante de Faluya en lugar de la Zona Verde.

## Casos notables
El 15 de abril de 2004, el juez Block condenó al jefe de la familia criminal Gambino Peter Gotti a 9 años y 4 meses de prisión por blanqueo de dinero y crimen organizado. Gotti fue condenado posteriormente en el Tribunal de Distrito de los Estados Unidos para el Distrito Sur de Nueva York por conspirar para asesinar al informante y antiguo subjefe de los Gambino Sammy Gravano.
En 2008, el juez Block dictaminó que el gobierno de Estados Unidos no podía utilizar el origen étnico como factor para decidir la detención de dos hombres de origen egipcio en un avión. (Caso Farag contra Estados Unidos) El juez declaró que se trataba del primer caso posterior a los atentados del 11 de septiembre que abordaba si el origen étnico puede utilizarse para establecer la propensión criminal en virtud de la Cuarta Enmienda. El juez Block ha declarado que este es el asunto del que se siente más orgulloso.
El 30 de septiembre de 2015, una parte de una "disputa aparentemente interminable" sobre la impresión del Rebbe's Sichos llegó a su fin cuando el juez Block desestimó una parte importante de una demanda en la que estaban implicados miembros del grupo judío ortodoxo Jabad. El juez Block desestimó las demandas por infracción de derechos de autor y competencia desleal interpuestas por Vaad L'Hafotzas Sichos y Zalman Chanin contra Merkos y Agudas Chasidei Chabad.
El 24 de mayo de 2016, el juez Block dispuso una condena de un año de libertad condicional (en lugar de la habitual condena de entre 33 a 41 meses de prisión) para un acusado que fue declarado culpable por un jurado por importación y posesión de cocaína con la intención de distribuir. (Caso USA v. Nesbeth) En una argumentación de 44 páginas, el juez Block afirmó que las "consecuencias colaterales" a las que se enfrentan los condenados por delitos graves son castigo suficiente. La opinión del juez Block y su llamamiento a la reforma parece ser uno de los exámenes más detallados de las consecuencias colaterales de la condena penal y la imposición de penas.

## Libros
El 17 de julio de 2012, el juez Block publicó su primer libro titulado Disrobed: An Inside Look at the Life and Work of a Federal Trial Judge. El libro fue escrito para echar un vistazo tras el banquillo a algunos de los casos más polémicos de los últimos 20 años. El libro abarca el enfoque del juez Block sobre sentencias como la pena de muerte, crimen organizado, leyes sobre armas, leyes sobre drogas, leyes sobre discriminación, disturbios raciales, terrorismo y restitución de bienes saqueados a las víctimas del Holocausto.
El 29 de mayo de 2019, el juez Block lanzó su segundo libro: Crímenes y castigos: Entrando en la mente de un juez sentenciador En el libro se analizan varios casos penales, las experiencias personales del juez Block y sus pensamientos personales en relación con sus funciones; y demuestra al lector el poder y las responsabilidades de un juez federal.